# Anapistula panensis
Espèce
Anapistula panensis est une espèce d'araignées aranéomorphes de la famille des Symphytognathidae.

## Distribution
Cette espèce est endémique du Guizhou en Chine,. Elle se rencontre dans le xian de Pan dans la grotte Shenxian.

## Description
Le mâle holotype mesure 0,60 mm et la femelle paratype 0,78 mm.
Le mâle décrit par Wang, Lu, Li, Li et Lin en 2022 mesure 0,56 mm et la femelle 0,68 mm.

## Systématique et taxinomie
Cette espèce a été décrite par Lin, Tao et Li en 2013.

## Étymologie
Son nom d'espèce, composé de pan et du suffixe latin -ensis, « qui vit dans, qui habite », lui a été donné en référence au lieu de sa découverte, le xian de Pan.

## Publication originale
- Lin, Tao & Li, 2013 : « Two new species of the genus Anapistula (Araneae, Symphytognathidae) from southern China. » Acta Zootaxonomica Sinica, vol. 38, no 1, p. 53-58.